# Europäische Bewegung Serbien
Die Europäische Bewegung Serbien (EM Serbia) ist eine selbständige und freiwillige Bürgerorganisation. Sie wurde im Jahr 1992 als unparteiliche, gemeinnützige Nichtregierungsorganisation gegründet. Die Europäische Bewegung ist eine unabhängige Institution der demokratischen öffentlichen Meinung und eine Form von Bürgerversammlung, die sich für eine friedliche, demokratische, gesamteuropäische Integration, wie auch für ein demokratisches und modernes Serbien als ein Teil Europas, einsetzt. Seit 1993 ist die Europäische Bewegung in Serbien Mitglied der Europäischen Bewegung International (EMI).

## Projekte und Aufgaben
Die Europäische Bewegung in Serbien möchte die Öffentlichkeit in Serbien dahingehend beeinflussen, eine demokratische Mehrparteiengesellschaft zu schaffen, in der die Unterschiede zwischen den Bürgern und deren Regierungen verschwinden. Die Europäische Bewegung in Serbien konzentriert sich auf die Promotion der europäischen Werte und Errungenschaften und Unterstützung von demokratischen Prozessen und Erscheinungen in Serbien.
Als Teil der EMI legt die EM Serbien ihren Tätigkeiten folgende Werte zugrunde: Anerkennung der menschlichen Werte, Freiheiten und Rechte und Sicherstellung der Rechtsherrschaft und Würdigung der Verschiedenheiten als auch der Zivilisationswerte. In Zusammenarbeit mit allen, die die gleichen Werte teilen, fördert die EM Serbien politische und andere Voraussetzungen für den Eintritt Serbiens in die EU. Darüber hinaus versucht die EM Serbien die gebrochenen Verbindungen mit den europäischen Nachbarländern wiederherzustellen.
Die Zielgruppe der Projekte sind Schüler, Studenten, junge Unternehmer, die lokale Selbstverwaltung und die Zivilgesellschaft auf lokaler Ebene. Außerdem zählen regionale und internationale Partner zur Zielgruppe der EB Serbien. Die Veranstaltungen werden in Form von Debatten, Workshops, Seminaren und Forschungsaktivitäten durchgeführt.
Beispiele für Aktivitäten der EB Serbien sind das Belgrad Security Forum und das Projekt „Europe at school“ sowie wirtschaftlich-geschäftliche Veranstaltungen.

## Ziele der Europäischen Bewegung in Serbien
- Mitgliedschaft Serbiens als gleichberechtigtes Mitglied in allen europäischen Institutionen und Organisationen;
- Ideen der europäischen Vereinigung in Serbien zu verbreiten; Kultur, Politik und Zusammenarbeit der Bürger, Völker,  Regionen und Staaten Europas mit dem Ziel der Schaffung eines vereinigten Europas.
- Demokratisches und föderales Europa gegründet auf Rechtsherrschaft und sozialen Gerechtigkeit zu entwickeln;
- Die serbische öffentliche Meinung zu beeinflussen, um die demokratische Transition Serbiens anzustreben.

## Geschichte
Nur ein Jahr nach der Gründung 1992 wurde die EM Serbien 1993 Mitglied der Europäischen Bewegung International (EMI). Die erste Ausgabe des Magazins Die Stimme der Europäische Bewegung in Serbien erschien 1994, im darauffolgenden Jahr publizierte die Europäische Bewegung in Serbien in Zusammenarbeit mit internationalen Politikern und dem Institut für Wirtschaftswissenschaften ihr erstes Buch The EU Treaty – From Rome to Maastricht. 1995 feierte die EM Serbien zudem zum ersten Mal den Europatag.
1998 ging die Website www.emins.org online, die heute eine umfassende Quelle von Informationen über die EU und den Prozess der europäischen Integrationen Serbiens ist. Für die Kampagne „Travelling to Europe“ wählte die EM Serbien 2005 die besten 100 Studenten aus allen Universitäten in Serbien. Bis heute hatten etwa 1000 serbische Studenten die Möglichkeit, europäische Städte zu besuchen. Als weiteres internationales Projekt startete 2007 das „Willkommen in Deutschland“-Projekt in Zusammenarbeit mit der Botschaft der Bundesrepublik Deutschland. Das Programm richtet sich an sozial aktive Studenten. Bis heute haben über 240 junge Menschen an dem Programm teilgenommen. 2009 gründete die EM Serbien zusammen mit sechs Partnerorganisationen aus der Region die „Coalition for Regional Cooperation and European Integration“ (COREI). 2012 feierte man den 20. Jahrestag der Bewegung.

## Organe
Die Organe der EB Serbien sind der leitende Vorstand, die Geschäftsführung und der Aufsichtsrat. Mitglieder der Geschäftsführung sind: Vlastimir Matejić (Präsident), Maja Bobić (Generalsekretärin), Ivan Knežević (Stellvertretender Generalsekretär), Milorad Stevović (Stellvertretender Präsident), Tanja Miščević (Vizepräsidentin) und Borivoj Erdeljan (Vizepräsident). Dem Aufsichtsrat gehören Milena Kikić Cicmilović, Predrag Bjelić und Zvonko Brnjas an.
| - 1992 – 1994 Vojin Dimitrijević - 1994 – 1996 Mirko Tepavac - 1996 – 1999 Desimir Tošić - 1999 – 2011 Živorad Kovačević - 2011 – Vlastimir Matejić | - 1992 – 2001 Dušan Janjić - 1994 – 2001 Jelica Minić - 2001 – 2006 Danijel Pantić - 2006 – 2007 Ksenija Milenković - 2007 – Maja Bobić |